# Fernando Krapp m'a écrit cette lettre
Fernando Krapp m'a écrit cette lettre (Fernando Krapp hat mir diesen Brief geschrieben) est une pièce de théâtre de Tankred Dorst créée en 1992 à l'Akademietheater de Vienne. Elle s'inspire du roman Nada menos que todo un hombre de l'auteur espagnol Miguel de Unamuno.

## Argument
Julia reçoit une lettre de Fernando Krapp, homme riche et influent du pays, qui lui explique qu'il va se marier avec elle. Elle comprend que son père, proche de la ruine, l'a vendue.

## Adaptation française
Une adaptation française a été mise en scène par Bernard Murat en 2000 avec Emmanuelle Seigner et Niels Arestrup dans les rôles principaux.